# Ис (мифология)
Ис (Из, др.-греч. Ίσος) — второстепенный персонаж «Илиады», побочный сын троянского царя Приама от неназванной наложницы, участник Троянской войны.
Когда Ис с единокровным братом Антифом в начале Троянской войны пасли овец на горе Ида, их захватил в плен Ахилл, связав «ветвями гибкими». Приам выкупил у него братьев. В дальнейшем они сражались против греков (сражение Антифа с Аяксом Великим упомянуто в песни IV). Во время описанного в песни XI боя Ис правил колесницей, на которой Антиф был копьеносцем. На них напал удачливый в этой битве Агамемнон и убил обоих (Иса поразил пикой в грудь около соска, Антифа — в ухо мечом, свалив с колесницы), после чего спешно забрал их доспехи, узнав давних пленников Ахилла.
Э. Маас, основываясь на аналогиях с трансформациями имён греческих персонажей в разных местностях, предположил, что Ис — это краткая форма имени, а полной должна быть Исс (Ίσσος), мужской вариант имени Исса, которое было у дочери царя острова Лесбос Макарея. Мигрировавшие сюда в X веке до н. э. эолийцы считали Иссу эпонимом острова и города на нём, а также поклонялись Агамемнону и знали связанные с ним легенды, в одной из которых мог фигурировать Ис. Известны явные связи местных легенд с троянскими мифами, например, одного из сыновей Макарея Илоса считали троянским героем, упоминали малоизвестного потом сына Приама Эреса, судьбу которого Маас посчитал тождественной в основных чертах судьбе Иса. Поэтому эпонимом упомянутого города мог быть как раз Ис.